# (37359) 2001 UM17
2001 يو أم 17 (ويعرف أيضًا باسم (37359) 2001 يو أم 17 وفق تسمية الكوكب الصغير) (بالإنجليزية: 2001 UM17)‏ هو كويكب ضمن حزام الكويكبات؛ وترتيبه 37359 من حيث الاكتشاف.
اكتُشف هذا الجُرم الفلكي بواسطة William Kwong Yu Yeung ‏ في 25 أكتوبر 2001.

## وصلات خارجية
- (37359) 2001 UM17 في قاعدة بيانات مختبر الدفع النفاث لأجرام النظام الشمسي الصغيرة

- الاكتشاف · مخطط المدار ·  العناصر المدارية · المعلمات المادية

- (37359) 2001 UM17 على موقع ويكي سكاي: DSS2, SDSS, GALEX, IRAS, Hydrogen α, X-Ray, Astrophoto, Sky Map, Articles and images